# Phreatia tahitensis
Phreatia tahitensis är en orkidéart som beskrevs av John Lindley. Phreatia tahitensis ingår i släktet Phreatia och familjen orkidéer.
Artens utbredningsområde är Sällskapsöarna. Inga underarter finns listade i Catalogue of Life.